# Ligue de la patrie française
Ligue de la patrie française (före 1899 Ligue des patriotes) var en fransk nationalistisk organisation.
Rörelsen grundades av Paul Déroulède 1882, tillkommen efter ett tal där han krävde revansch för förlusten av Elsass-Lothringen i Tysk-franska kriget. Déroulède blev genast föreningens hedersordförande och var dess fungerande ordförande 1885-87. År 1887 inledde han ett samarbete med Georges Boulanger och föreningen radikaliserades, varvid en del medlemmar lämnade föreningen. Efter Boulangers misslyckade statskupp 1889 upplöstes föreningen av myndigheterna då den givit stadskuppen sitt stöd. År 1882-89 var dess organ tidningen Le Drapeau.
År 1895 rekonstruerades Ligue de la patrie française, även denna gång under Paul Déroulèdes ledning. Ett visst samarbete kom till stånd med den likaledes nationalistiska Action française vars positiva instä'llning och förespråkande av monarki kontrasterade mot såväl den gamla som den nya föreningens mer folkliga inriktning. I likhet med många andra nationalistiska sammanslutningar tog föreningen aktiv del i samtliga skeden av Dreyfusaffären. Trots landsförvisning 1899-1905 var Déroulède föreningens ledare fram till sin död 1914, då han efterträddes av Maurice Barrès. Då denne avled övertog general Édouard de Castelnau ledningen. Efter freden i Versailles övertogs föreningens roll i stor utsträckning av den fascistiska organisationen Le Jeune Patriote, under ledning av Pierre Taittinger och Maurice Barrès son Philippe.